# Structureur
Le structureur est, en finance, la personne chargée de la conception des produits financiers complexes. Ces produits, la plupart du temps dérivés, nécessitent en effet des compétences avancées.